# JSX
JSX (JavaScript XML) – format zapisu kodu HTML oraz XML wewnątrz języka JavaScript. Pierwotnie zaproponowany przez Facebooka i użyty w bibliotece React.js. Korzystają z niego także inne biblioteki.

## Przykład
```
function Input({label}) {
    const id = 'abc';
    return (
      
<
div
>

        
<
label
 
for
=
{id}
>
{label}
</
label
>

        
<
input
 
id
=
{id}/
>

      
</
div
>

    );
 }

```